# Tonsura

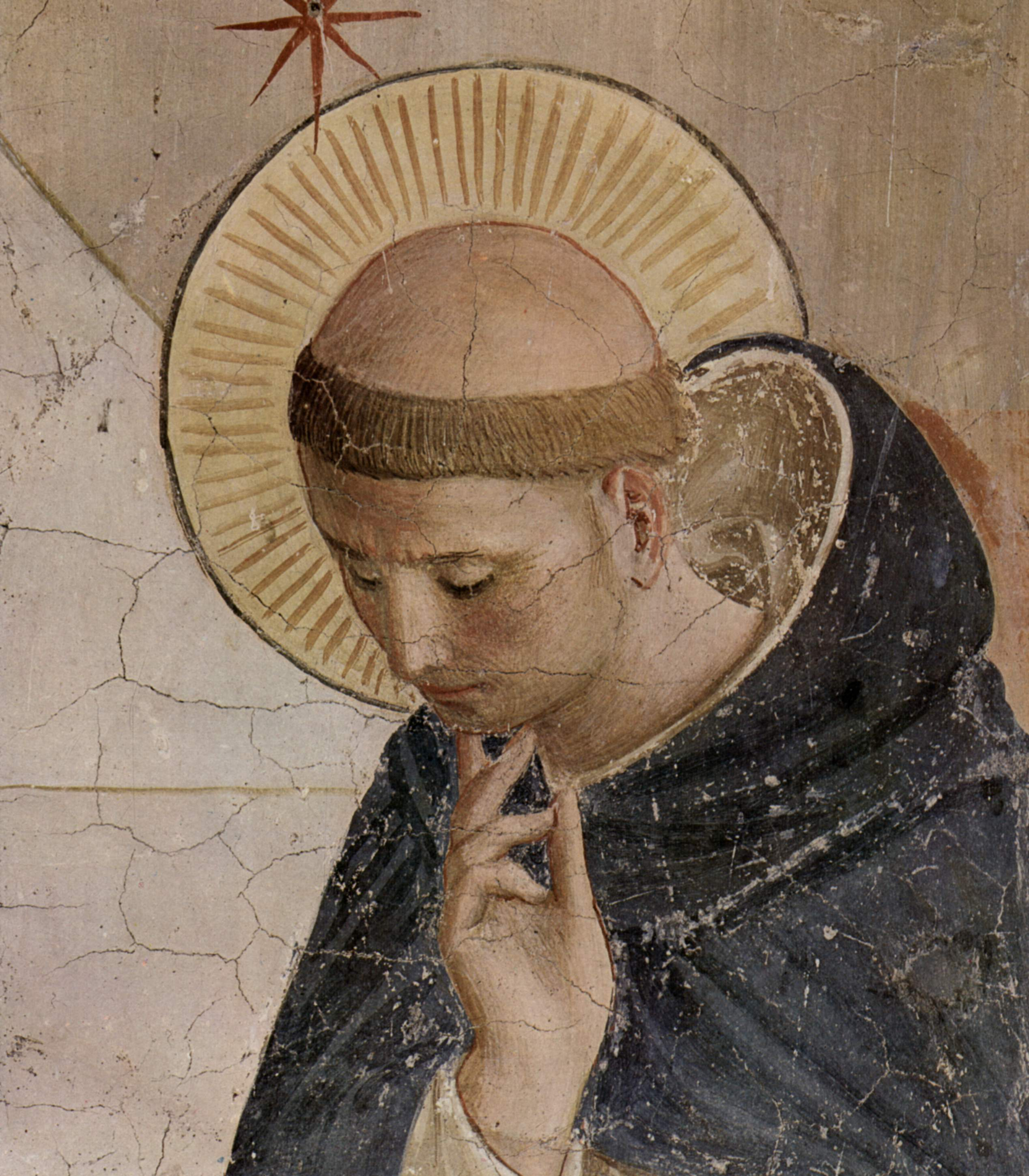
Tonsura, obraz autorstwa Fra Angelico przedstawiający św. Dominika

Tonsura (łac. strzyżenie) – wygolony krążek obejmujący ciemię (w zakonach, jak np. dominikanie, franciszkanie, karmelici) lub całą głowę (jak np. u kamedułów); włosy okalające wygolone miejsce miały przypominać koronę cierniową.

## Historia
Tonsura była w Kościele katolickim znakiem przynależności do duchowieństwa; ustanowiona w roku 633 w Toledo. Przyczyną wprowadzenia tonsury były zwyczaje panujące w królestwach utworzonych przez Germanów na gruzach cesarstwa rzymskiego – w państwach Merowingów czy Franków sposób układania włosów stanowił oznakę określonej pozycji społecznej danej osoby (np. mężczyźni należący do rodów królewskich nosili długie rozpuszczone włosy, ich poddani krótkie, a niewolnicy mieli całą głowę ogoloną).
Tonsura została zniesiona w 1972 przez papieża Pawła VI (po reformach Soboru Watykańskiego II), została zachowana w niektórych zgromadzeniach kultywujących liturgię klasyczną. Jednak z czasów tonsury do dzisiaj zachował się zwyczaj noszenia piuski, małej okrągłej czapeczki, której celem było okrywanie ogolonej głowy. Tonsura dzisiaj obowiązuje między innymi w Bractwie św. Piusa X.